# Mascaraque
Mascaraque este un oraș din Spania, situat în provincia Toledo din comunitatea autonomă Castilia-La Mancha. Are o populație de 495 de locuitori.

## Personalități născute aici
- Juan Correa de Vivar (1510 - 1566), pictor.

1. ↑  Nomenclátor Geográfico de Municipios y Entidades de Población (20240402 edition)